# 공룡시대 4
공룡시대 4(The Land Before Time IV: Journey Through The Mists)는 미국에서 제작된 로이 앨런 스미스 감독의 1996년 애니메이션 영화이다. 캔데이스 헛슨 등이 주연으로 출연하였고 로이 앨런 스미스 등이 제작에 참여하였다.

## 출연

### 주연
- 캔데이스 헛슨
- 헤더 호갠
- 롭 폴슨
- 제프 베넷
- 스콧 맥아피
- 케네스 마스
- 린다 그레이
- 존 잉글

## 제작진
- 배역: 앤드리아 로마노